# هیروکازو ساساکی
هیروکازو ساساکی (انگلیسی: Hirokazu Sasaki؛ زادهٔ ۱۶ فوریهٔ ۱۹۶۲) بازیکن فوتبال اهل ژاپن است.
از باشگاه‌هایی که در آن بازی کرده‌است می‌توان به باشگاه فوتبال توکیو وردی، باشگاه فوتبال سرزو اوساکا، و باشگاه فوتبال گامبا اوساکا اشاره کرد.